# Lobularni karcinom in situ
Lobularni karcinom in situ (LCIS) je mikroskopska sprememba v dojki, pri kateri se v režnjičih oziroma lobulih nahajajo nenormalne celice. Spremenjene celice so omejene na epitelij v lobulih, v katerem so nastale, in ne prodirajo skozi bazalno membrano. Celice so morfološko spremenjene, mikroskopsko pa so vidni multifokalni vzorci v tkivu.
Predstopnja lobularnega karcinoma in situ je atipična lobularna hiperplazija (ALH). Lobularni karcinom in situ lahko v redkih primerih neposredno napreduje v invazivni lobularni rak dojke.
Ker se iz njega le redko razvije invazivna oblika raka, ga nekateri ne obravnavajo kot pravi rak dojke. Imajo pa ženske z lobularnim karcinomom in situ znatno povečano tveganje za pojav invazivnega raka v prihodnosti, in sicer bodisi v dojki, v kateri je bila sprememba ugotovljena, bodisi v drugi dojki. Leta 2018 je na primer ameriški odbor za raka (AJCC – American Joint Committee on Cancer) v 18. izdaji svojega priročnika LCIS umaknil s seznama za določanje stadija raka in ga uvrstil med nerakave (benigne) spremembe.

## Vzroki

### Genetski vzroki
Celice lobularnih neoplazij (tako atipične lobularne hiperplazije in lobularnega karcinoma in situ) imajo podobne spremembe v svojih genih kot celice invazivnega raka dojke. To verjetno vpliva, vsaj delno, tudi na mikroskopsko podobnost vseh teh sprememb tkiva. Imunohistokemično testiranje običajno pokaže izražanje estrogenskih in progesteronskih receptorjev. So pa celice vseh omenjenih predrakavih in rakavih sprememb režnjičev praviloma HER2-negativne, kar pomeni, da spremenjene celice ne izražajo receptorja HER2. Prisotnost hormonskih (estrogenskih in progesteronskih) receptorjev in receptorjev HER2 je klinično pomembna, saj vpliva na možnost izbire tarčnih zdravil. Značilni kromosomski spremembi sta izguba 16q (izguba dolgega kraka kromosoma 16) in pridobitev 1q (pridobitev dodatne kopije dolgega kraka kromosoma 1). Značilni sta tudi izguba izražanja e-kadherina (transmembranske beljakovine, ki sodeluje pri adheziji epitelijskig celic) in citoplazemska reaktivnost katenina P120. Citoplazemska reaktivnost katenina P120 je pravzaprav posledica neizražanja e-kadherina; normalno namreč e-kadherin interagira s kateninom P120 v citoplazmi. Če pa e-kadherina ni, se katenin P120 kopiči v citoplazmi.

## Diagnoza
Lobularni karcinom in situ, ki lahko prizadene eno ali obe dojki hkrati, z mamografskim pregledom običajno ni zaznaven. Običajno gre za slučajno diagnozo pri biopsiranju vzorca tkiva dojke, ki se primarno opravi zaradi drugega razloga.

### Morfologija
Za lobularno neoplazijo, vključno z LCIS, so značilni povečani in razširjeni žlezni mešički (acinusi), ki jih zapolnjujejo monomorfne, dishezivne, majhne, okrogle ali poligonalne celice z izgubo polarnosti in z nevpadljivo citoplazmo. Skupki okroglih, med seboj skoraj identičnih celic, ki zapolnjujejo in razširjajo lobularne prostore, se lahko razširjajo tudi dalje v pripadajoče terminalne duktuse. Kot pri atipični lobularni hiperplaziji so tudi pri LCIS abnormalne celice majhne z ovalnimi ali okroglimi jedri in majhnimi jedrci, ki niso medsebojno povezana. Običajno so prisotne tudi celice pečatnice, ki vsebujejo mucin. Sicer pa ostaja pri LCIS okolna tkivna arhitektura intaktna in režnjiči ostajajo razpoznavni. Prisotni so estrogenski in progesteronski receptorji, prekomerne izraženosti HER2/neu pa ni. Meje med celicami so nejasne, niso pa vidni znaki mitotske aktivnosti ali nekroze. Celice pri invazivnem in in situ raku dojke izgubijo zmožnost celične adhezije, kar je značilna histološka najdba zaradi izgube izražanja e-kadherina, transmembranske beljakovine, ki je odgovorna za adhezijo epitelijskih celic. ALH in LCIS se citološko ne razlikujeta, za določitev kategorije lezije obstaja zato kvantitativno merilo. Za postavitev diagnoze LCIS mora biti v prizadeti lobularni enoti vsaj polovica žleznih mešičkov zapolnjenih s celicami lobularne neoplazije in osrednja svetlina žleznih mešičkov ne sme biti vidna. Če histološko merilo za opredelitev lezije lobularne neoplazije kot LCIS ni izpolnjeno, gre bodisi za atipično lobularno hiperplazijo ali pa le za lobularno distenzijo. Obstajajo različne stopnje LCIS na osnovi citoloških variacij in opisani so tudi njegovi podtipi, vendar pa se za razvrščanje v podtipe ni pokazalo, da bi bilo klinično uporabno in podtipi  ne napovedujejo različnih verjetnosti, ali bo LCIS napredoval v invazivni rak dojke.

## Zdravljenje
Lobularni karcinom in situ je sicer predstopnja invazivnega raka dojke in dejavnik tveganja za njegov pojav, vendar pa ne velja, da se bo invazivni rak pri osebi v prihodnosti res pojavil. Gre za oddvojeno pojavno obliko bolezni v poteku nastanka invazivne rakave bolezni režnjičev v dojki, vendar pa ne napoveduje zagotovo njegov nastanek. V preteklosti so zaradi tveganja za pojav invazivne bolezni pristopali k zdravljenju LCIS z radikalno mastektomijo (s popolno kirurško odstranitvijo dojke in pazdušnih bezgavk), danes pa zdravijo LCIS bolj konzervativno. Priporoča se spremljanje bolezni, če je prisoten samo LCIS, brez znakov infiltrirajoče ali invazivne bolezni. Možnosti obravnave LCIS so spremljanje z rednimi telesnimi pregledi in mamografijo, zdravljenje s tamoksifenom ali drugimi hormonskimi zdravili za zmanjšanje tveganja za napredovanje v invazivno obliko raka ali  tudi s profilaktično obojestransko mastektomijo, če se zdravnik in bolnica odločita, da konservativno zdravljenje ne zadošča. Nekateri strokovnjaki menijo, da je obojestranska mastektomija načeloma preveč agresiven pristop, razen v določenih primerih z visokim tveganjem za razvoj invazivnega raka, zlasti v primeru družinske obremenjenosti raka dojke. Takšno stališče je podprto tudi z rezultati več kliničnih raziskav, ki ne kažejo statistično pomembnih razlik razlik v smrtnosti zaradi raka dojke pri ženskah z LCIS, ki so deležne le rednega spremljanja bolezni, v primerjavi s tistimi, pri katerih so opravili mastektomijo.
Če izvid debeloigelne biopsije pokaže na prisotnost lobularne neoplazije, ali specifično lobularnega karcinoma in situ, ameriški NCCN (National Comprehensive Cancer Network) priporoča še nadaljnjo ekscizijsko biopsijo, na podlagi pridobljenega vzorca pa patolog ugotovi morebitno prisotnost tudi duktalnega karcinoma in situ ali invazivnega raka. Po podatkih iz literature namreč z ekscizijsko biopsijo pri 10−30 % bolnikov, ki so po debeloigelni biopsiji prejeli diagnozo LCIS, ugotovijo bolezen višje stopnje. Če pa ostane pri diagnozi samo LCIS, NCCN v smernicah priporoča redno spremljanje stanja vsakih 6–12 mesecev in enkrat letno diagnostično mamografijo.

## Prognoza
LCIS velja za predrakavo spremembo dojke in pomeni dejavnik tveganja za pojav invazivnega raka dojke kasneje v življenju. Tveganje je povečano v daljšem obdobju po diagnozi, tudi več kot 20 let. Pogosteje se kasneje pojavi rak v mlečnih vodih v dojki (invazivni duktalni rak dojke) kot pa v lobulih (invazivni lobularni rak dojke).
Starejše raziskave so kazale, da je tveganje za pojav invazivnega raka dojke enako visoko za obe dojki, po izsledkih novejših raziskav pa je tveganje večje za pojav invazivnega raka v isti dojki.
Letno tveganje za pojav invazivnega raka dojke po diagnozi LCIS je 1–2 %, v obdobju 10 let je tveganje 13–15 %, v 20 letih 26–35 %, v 35 letih pa od 35 % do več kot 50 %. Relativno tveganje za pojav invazivnega raka dojke je 8–10-krat večje v primerjavi s splošno populacijo.
Petletno preživetje po diagnozi LCIS je ocenjeno na 97 %.